# Doença do soro
Doença do soro é o termo médico para uma reação exagerada do sistema imune, que se relaciona com a reação de hipersensibilidade do tipo III. O distúrbio é caracterizado por nove etapas:
1. Imunização com grande dose de um antígeno proteico estranho;

1. Formação de anticorpos contra o antígeno;
2. Formação de imunocomplexo;
3. Os complexos são inicialmente captados por macrófagos no fígado e no baço;
4. Há aumento da quantidade de complexos antígeno-anticorpo depositados em leitos vasculares;
5. Os complexos induzem inflamação rica em neutrófilos pela ativação da via clássica do complemento e pelo acompanhamento de receptores de Fc em leucócitos;
6. Os complexos depositam-se em pequenas artérias, glomérulos renais e articulações - podendo provocar glomerulonefrites, por exemplo;
7. Há manifestações clínicas como: Vasculites, Nefrites e Artrites - presença de hemácias e leucócitos na urina devido à excessiva permeabilidade dos glomérulos que não foram afetados;
8. Sintomas clínicos geralmente surgem e desaparecem rapidamente;